# Passo dei Salati
Il passo dei Salati (in francese, Col des Salati - 2.936 m) è un valico alpino che costituisce il confine naturale tra la Valsesia e la valle del Lys, rispettivamente in Piemonte e in Valle d'Aosta.

## Storia
Il passo era conosciuto anche col nome "colle inferiore delle Pisse". Il termine Salati ricorda un antico popolo che viveva nella zona.

## Descrizione
Il valico si apre tra il Corno del Camoscio e lo Stolemberg. Esso è raggiunto da due importanti e moderni impianti a fune, una cabinovia proveniente da Gressoney-La-Trinité e una funifor proveniente da Alagna, compresi nell'esteso comprensorio sciistico Monterosaski, uno dei più vasti d'Italia. È in funzione dalla fine del 2009 una funivia che dal passo porta sciatori ed escursionisti sul ghiacciaio di Indren.
Da esso si diramano molte piste sciistiche: quella di Olen sul versante Valsesiano (passo Salati-Pianalunga); e quella di Salati sul versante Valdostano (passo Salati-Gabiet). Nel periodo estivo esso è percorribile tramite un tracciato in terra battuta che collega i due versanti.

## Galleria d'immagini

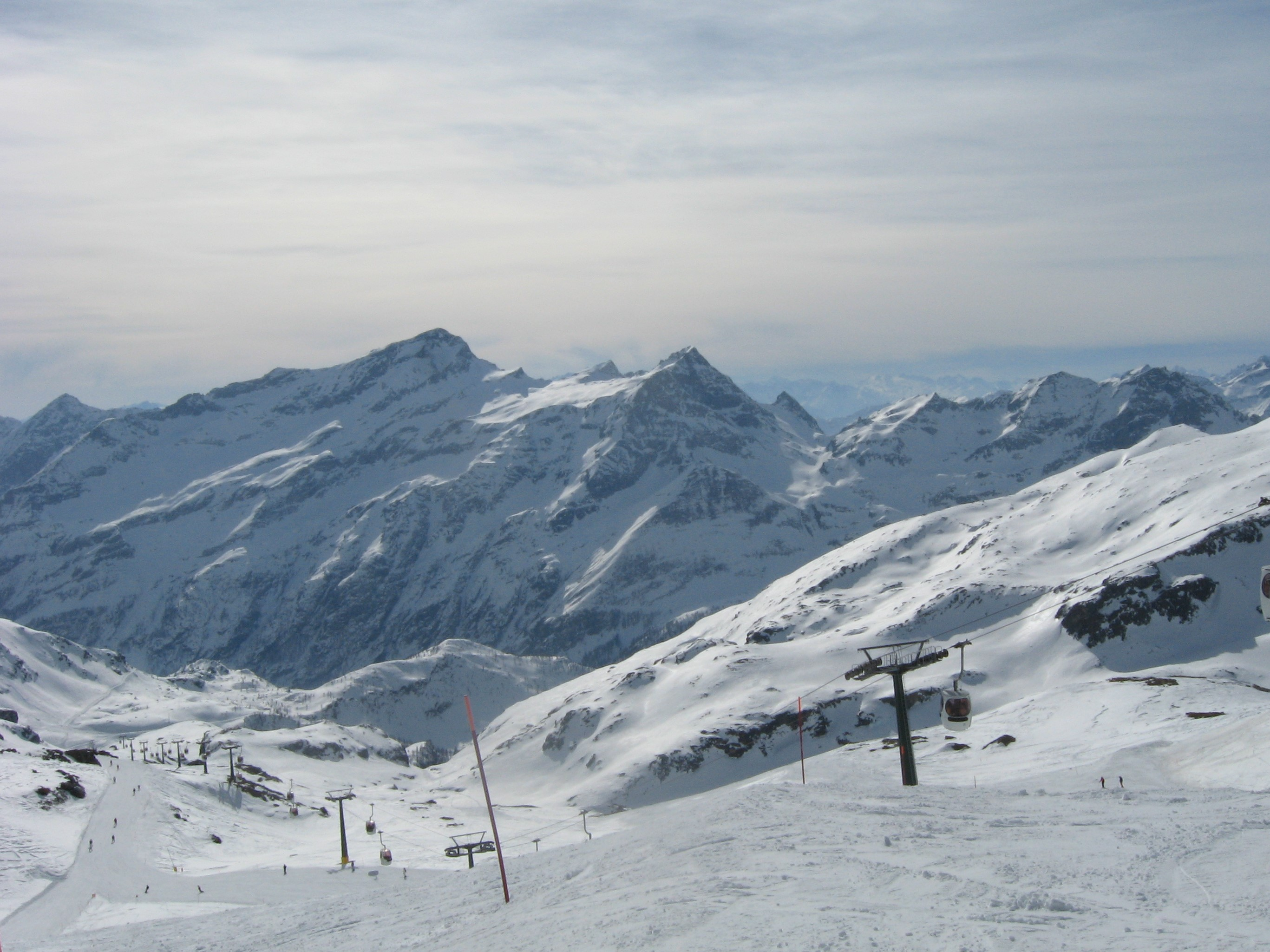
Vista verso ovest
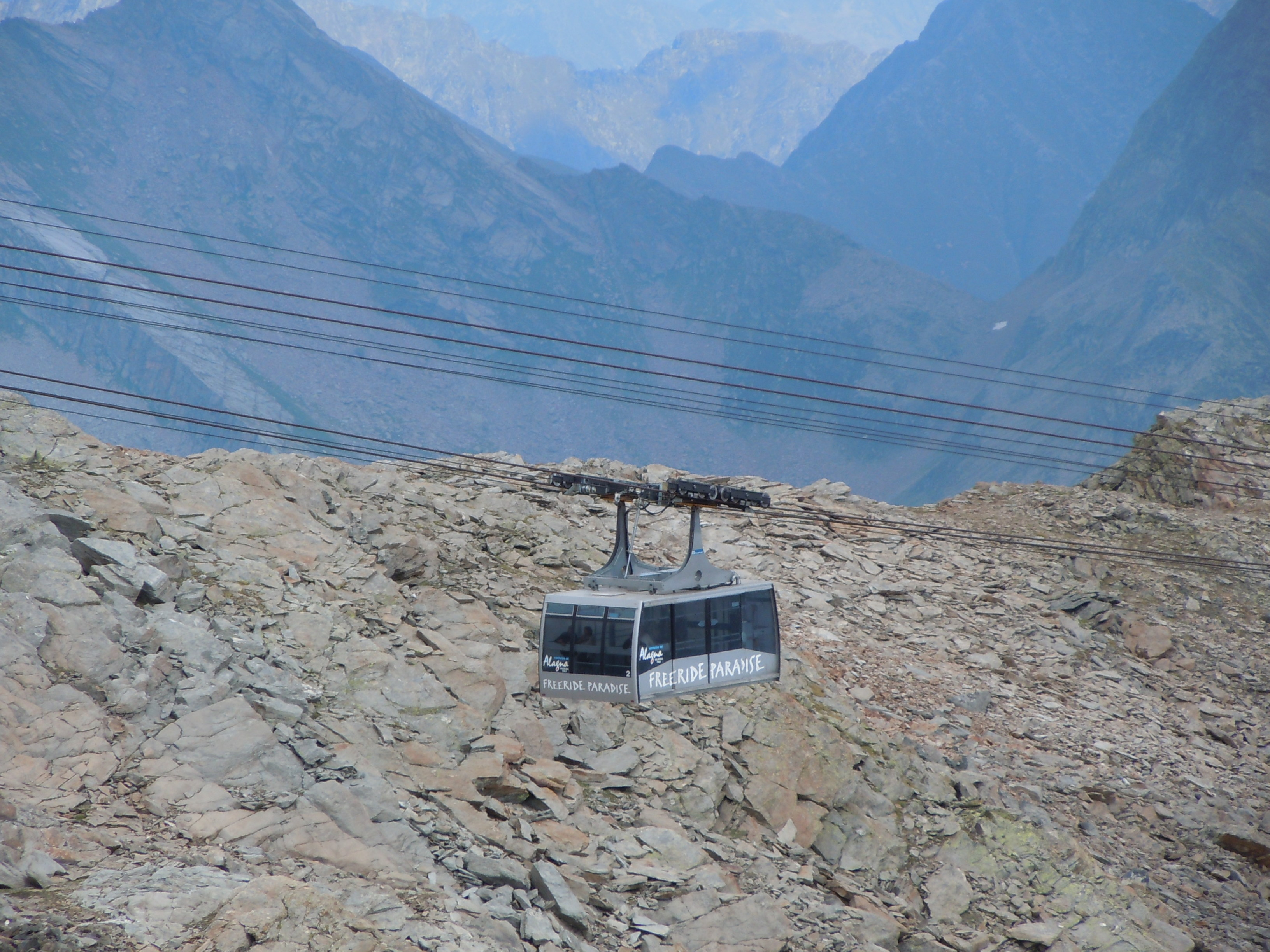
la funifor che da Pianalunga raggiunge i Salati
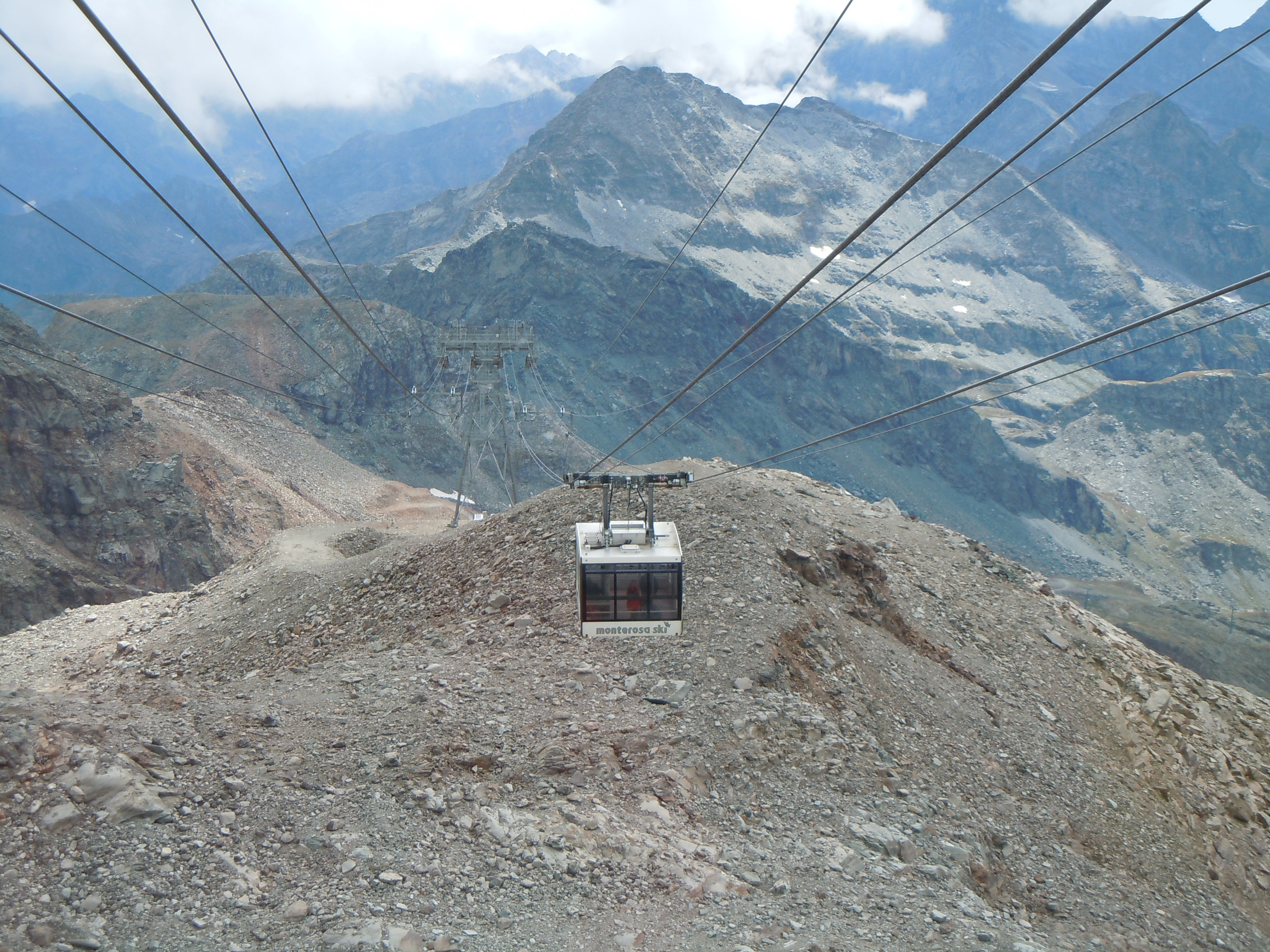
La funifor che dal Passo dei Salati raggiunge Indren